# Жданово (Большеболдинский район)
Жда́ново — село в Большеболдинском районе Нижегородской области, входит в состав Черновского сельсовета.

## География
Село находится на правом берегу реки Пьяна.

### Часовой пояс
Село Жданово, как и вся Нижегородская область, находится в часовой зоне МСК (московское время). Смещение применяемого времени относительно UTC составляет +3:00.

## Население
| 1999 | 2002 | 2010 |
| ---- | ---- | ---- |
| 37   | ↘30  | ↘15  |